# Corpi mammillari
I corpi mammillari sono due rilievi, a forma e somiglianza delle mammelle, situati nella parte più interna anteriore e caudale del diencefalo (cui appartengono in quanto parte dell'ipotalamo), posteriormente al chiasma ottico dal quale sono separati per la presenza del tuber cinereum dell'ipofisi.
Inferiormente ad essi si trovano i peduncoli cerebrali, che dal mesencefalo divergono delimitando uno spazio (la fossa interpeduncolare), al quale i corpi mammillari sono solidali.
Ciascuno dei corpi mammillari possiede nuclei propri, divisibili in nucleo mammillare mediale e nucleo mammillare laterale. Questi ricevono fibre afferenti dall'ippocampo per mezzo di fibre che seguono il fornice e inviano a loro volta efferenze ai nuclei anteriori del talamo (mediante il fascio mammillo-talamico).
Il nucleo mammillare dà origine a un grosso fascio ascendente, che si biforca nei tratti mammillo-talamico e mammillo-tegmentale. Il tratto mammillo-talamico [...] raggiunge i nuclei talamici anteriori; il mammillo-tegmentale [...] si distribuisce ai nuclei reticolari tegmentali (calotta del peduncolo cerebrale).
Si stima che essi siano implicati nei processi che regolano l'emozione (gestita dall'amigdala) e nei processi di memoria, soprattutto, e apprendimento.
Inoltre i corpi mammilari sono centri di attività riflessa riguardanti l'olfatto.